# Ball del ciri (Moià)
El Ball del Ciri és un ball de cerimònia amb música de cobla, típica de Moià, lligat inicialment amb la festa de Sant Antoni per després ballar-se al dia de Sant Sebastià (patró de la vila), el 20 de gener.
La primera referència que es té de les danses data de finals del segle xviii. A principi del segle xx i fins a la postguerra, el ball es va anar celebrant de forma interrompuda. Fou l'any 1956 i a iniciativa d'entitats del municipi com el Grup Excursionista del Moianès i l'esbart dansaire dirigit per Artur Castany –qui també allargà la partitura original i va pautar la coreografia– que el ball es tornà a exhibir amb regularitat. També es van confeccionar els vestits que encara avui s'utilitzen: les noies amb vestit blanc de pubilla, mitges blanques, sabates de mig taló, mantellina de blonda blanca, davantal negre i, tres d'elles, amb un ciri a la mà dreta, els nois, amb vestit negre complet, amb pantaló curt i armilla, sabates amb sivella platejada, mitges blanques, faixa blanca, capa negra, barret de copa i, tres d'ells, almorratxa a la mà esquerra.
És un ball senyorial i elegant, d'una indiscutible bellesa plàstica que originàriament fou creat per solemnitzar el canvi d'administradors de la confraria del sant. El ballen sis parelles, tres de les quals vindrien a ser els administradors sortints i que són les parelles que ballen primer. Les altres tres parelles que estan assegudes la primera part del ball representen els administradors entrants. A mig ball, les noves parelles prenen relleu de les antigues amb el gest simbòlic del traspàs o canvi de mans del ciri i les almorratxes.
Altres variants de balls de ciri s'han trobat a Manlleu, Sant Hilari de Sacalm, Argentona, Castellterçol, Centelles, Osor, Pallerols, Sant Feliu de Torelló, Santa Maria de Corcó, Vic i Viladrau.